# Lauria
Pour les articles homonymes, voir Lauria (homonymie).
Lauria est une commune italienne d'environ 11 700 habitants située dans la province de Potenza, dans la région Basilicate, en Italie méridionale.
C'est historiquement la plus grande ville du sud-ouest de Lucanie. C'est une ville médiévale pittoresque, typiquement méditerranéenne. Elle a donné naissance à de nombreux personnages illustres, dont Roger de Lauria, amiral médiéval cité dans le Décaméron, décédé à Valence, à qui de nombreuses rues sont dédiées en Espagne, notamment à Valence et Barcelone.

## Géographie

### Hameaux
Acqua delle Donne, Alte Coste, Borgo Seluci, Bivio Seluci, Canicella, Cavallo, Cerase, Cesinelle, Cogliandrino, Gremile, Galdo, Fabbricato, Finitime, Iacoia, Iacoia di Sotto, Madonna del Carmine, Malfitano, Mazzarella, Melara - Ovo della Vacca, Montegaldo, Pecorone, Piano Cataldo, Piano della menta, Piano Focara, Pietraferrata, Piscitella, Prestieri, Rosa, Rosa di Sotto, Rosa Molino, S. Barbara, S. Filomena, S. Giuseppe,S.Lucia, Seluci, Senno, Seta, Taverna del Postiere, Timparossa, Timpone di Seluci.

### Communes limitrophes
Castelluccio Superiore, Castelsaraceno, Lagonegro, Laino Borgo, Latronico, Moliterno, Nemoli, Tortora, Trecchina.

## Histoire
En 1806, la ville fut en partie détruite lors du massacre de Lauria, et un millier de ses habitants sur environ 9 000, furent passés par les armes, pour leur résistance au troupes françaises du général André Masséna. La ville fut ensuite déchue un temps de ses juridictions civiles et judiciaires au profit de Lagonegro. 
Le bienheureux prêtre Domenico Lentini est né en 1770 et mort en 1828 à Lauria.

## Monuments et patrimoine
Les ruines du château médiéval de Ruggiero et la maison natale restaurée avec les reliques du Bx Domenico Lentini, toutes deux situées dans le quartier de Cafaro, méritent d'être signalées. Les nombreuses œuvres d'art de différentes époques sont principalement concentrées dans les lieux de culte.

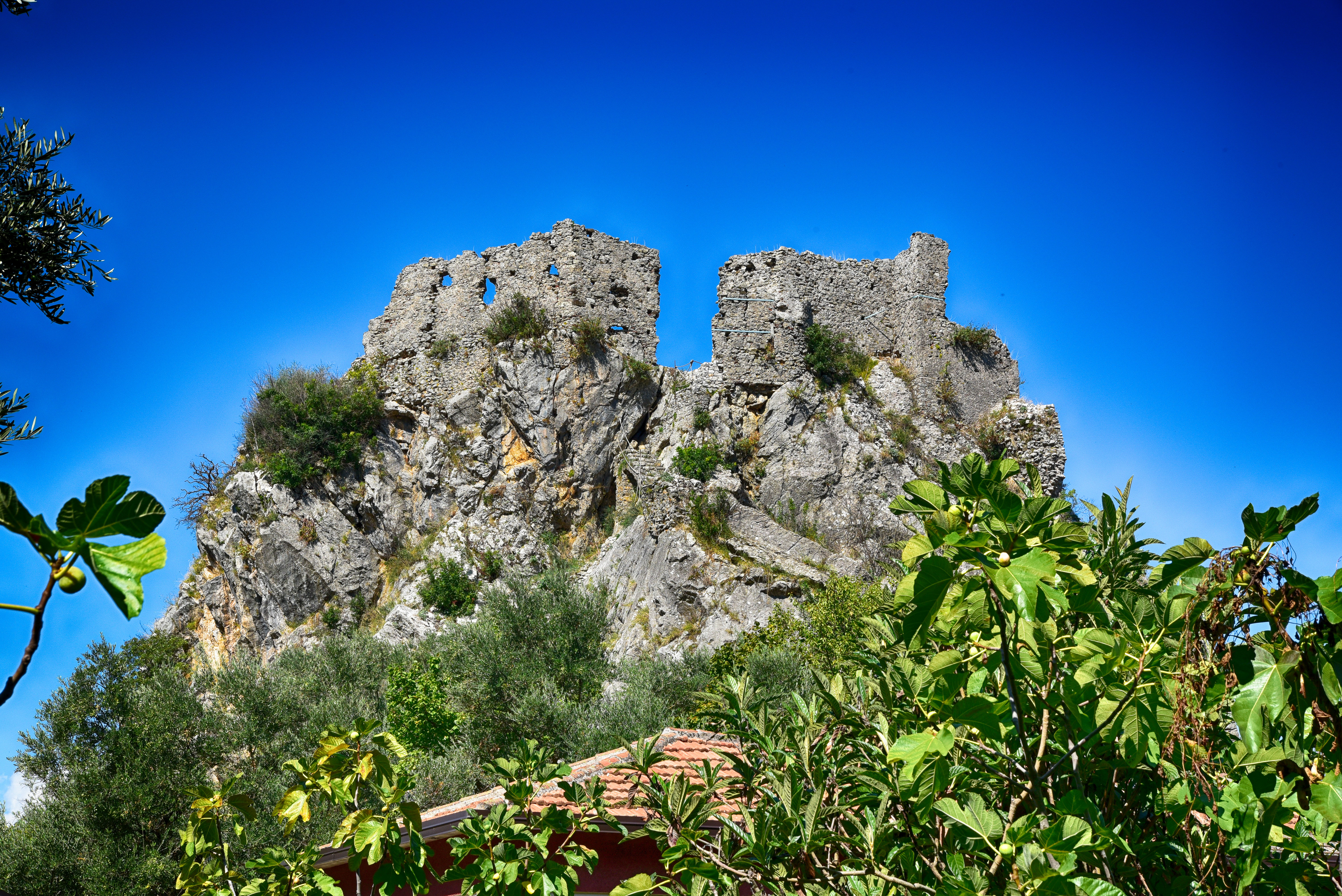
Les ruines du château Ruggiero.

## Administration
| Période      | Période  | Identité        | Étiquette | Qualité |
| ------------ | -------- | --------------- | --------- | ------- |
| Octobre 2021 | En cours | Gianni Pittella | Azione    |         |

## Personnalités liées à la commune
- Roger de Lauria (1245-1305), amiral, dit « le Grand Capitaine ».